# 朱成鍪
山陰榮靖王朱成鍪（1478年4月22日—1535年12月3日），號進德齋，明朝代藩第三代山陰王，山陰端裕王朱仕堸的嫡長子。

## 生平
六歲，其母亡故。十歲，受封山陰長子。
弘治十一年（1498年）十二月，其父朱仕堸奏稱患病已久，請求讓朱成鍪代理山陰府事，明孝宗應允。
弘治十八年（1505年）十一月，明武宗從其請求，賜明成祖著作《孝順事實》《爲善陰隲》各一部。
同年十二月，明武宗遣彭城伯張信等為正使，翰林院編修陳霽等為副使，持節冊封朱成鍪為山陰王。正德元年（1506年）正月，受冊封山陰王。
正德二年（1507年），明武宗賜其書院名為進德。朱成鍪即以此為號，以示自警。
嘉靖九年（1530年），明世宗從其請求，賜《明倫大典》一部。
嘉靖十三年（1535年）去世，嘉靖十五年閏十二月下葬。嘉靖十六年（1537年），其嫡長子朱聰澍襲封山陰王。

## 家庭

### 妻
- 張氏（1480年3月27日—1555年5月7日），是蒲州宦族張鋙與范氏的嫡女，正德元年（1506年）正月受冊封王妃[5]
- 穆氏（1483年10月20日—1522年10月24日），封夫人，生朱聰汗、朱聰濕、朱聰泗、朱聰減、鄖縣縣主。石祿撰並書其墓誌銘[9]
- 張氏，封夫人[1]

### 子孫
有十三子；五女
- 嫡長子：山陰僖順王朱聰澍，王妃薛氏[1]
  - 第一子：山陰莊憲王朱俊柵
  - 第二子：鎮國將軍朱俊㮅，配范氏，封夫人[5]
- 庶子：鎮國將軍朱聰汗，妻王氏，繼妻田氏、李氏[1]
- 庶子：鎮國將軍朱聰濕，妻楊氏，繼妻張氏[1]
- 子：鎮國將軍朱聰油，妻王氏，繼妻閻氏[1]
- 庶子：鎮國將軍朱聰泗，妻史氏[1]
- 子：鎮國將軍朱聰澊，妻夏氏，繼妻孟氏[1]
- 子：鎮國將軍朱聰㴦，妻王氏[1]，繼妻王氏[5]
- 子：鎮國將軍朱聰瀼，妻劉氏[1]
- 庶子：鎮國將軍朱聰減，妻王氏[1]，繼妻姚氏[5]
- 子：鎮國將軍朱聰滯，妻戴氏[1]
- 另有三子，早殤[1]
- 第一女：鄖縣縣主，儀賓張汝霖[1]
- 第二女：獲鹿縣主，儀賓張汝靖[1]
- 第三女：義寧縣主，儀賓張孟儒[1]
- 第四女：富水縣主，儀賓楊永治[5]
- 第五女：夏縣縣主，儀賓楊良知[5]
- 第六女：襄邑縣主，儀賓郭乾[5]
- 孫：輔國將軍朱俊[1]，配王氏，繼郭氏[5]
- 孫：朱俊𦰳[1]，早卒[5]
- 孫：輔國將軍朱俊㯜[1]，配張氏[5]
- 孫：輔國將軍朱俊螙，配李氏[5]
- 孫：朱俊𣛜，早卒[5]
- 另有孫二人，幼未名[5]
- 孫女：媯川郡君，儀賓姒恩[5]
- 孫女：洪都郡君，儀賓張寧[5]
- 孫女：豫章郡君，未配[5]
- 另有孫女四人，幼[5]
- 另有曾孫女二人，幼[5]

## 評價
寵祿光大，寬樂令終。

## 墓誌
誌石現存永濟市蒲州鎮上呂芝村三義堂。

[碑額]

大朙冊封

山陰榮靖

王墓誌銘

[誌文]

大明山陰榮靖王墓誌銘

　　王諱成鍪，號進德齋，我

太祖高皇帝之玄孫也。

高皇帝生簡王，封代，王雲中。簡王生康惠，

英宗皇帝時封山陰王，王蒲坂。康惠生端裕，端裕王妃李氏生王，龍顏隆準，鳳目燕頷鐘聲。幼不好弄，寡言及笑。六歲時，母妃薨，祖母王

　　夫人鞠之時序，輒哀號不食。十歲受

敕封爲長子，就傅，輒知勉學。成童時，治小學四書諸經，制書通大義。端裕蒲稱賢王，多才美，琴畫擅名一世，然環視無可授者，王獨心解，

　　卒得傳焉。端裕嘗患癰疽，王侍湯藥，恒衣不解帶。疽潰，以口吮之，每焚香籲天，乞代患。端裕薨，王哀毁骨立，水漿不入口者數日，凢

　　葬祭用情，無弗至焉。正德丙寅，禪成封王，自是益恭慎，不輕出入。乃於府東𤲬地構書院蓄書，命諸子隨侍，斆學其中。事聞，

上賜名進德書院，璽書奬勵，仍賜官書辦佐著述焉。王因顏齋曰進德，遂爲號以自警。凢遇朝賀，務致敬盡禮，凢表箋必親閱手封以

　　進。方隅報警，或

聖躬違和，必具疏問安。在蒲，每戢下不奪人侮人。戊子夏旱，王齋沐禱神，獲霖稼成，故蒲民咸德王也。王不耽音聲酒色，閒居惟詩畫

　　自娛，課子孫爲樂，不事華侈，章服外常布服，宮室惟蔽風雨而已。好賢禮士，凡遇賢必隆禮以待，或詩文繪像以贈，故賢士大夫多

　　敬王。王生於成化十四年三月二十日，至嘉靖十四年十一月九日遘疾薨，年五十有六。訃聞，

上輟朝諭祭，

勑喪葬如制，諡曰榮靖。王配妃張氏，貞靜賢淑，先受册封；又穆氏、張氏，俱誥封夫人，先卒。子男凡一十有三。聰澍，應嗣王，配薛氏，應封妃。

　　餘九人，俱封鎮國將軍，妻皆封夫人。聰汗，娶王氏，繼田氏、李氏；聰濕，娶楊氏，繼張氏；聰油，娶王氏，繼閻氏；聰泗，娶史氏；聰澊，娶夏氏，

　　繼孟氏；聰涫，娶王氏；聰瀼，娶劉氏；聰減，娶王氏；聰滯，娶戴氏；其三殤。女五：長鄖縣縣主，歸儀賓張汝霖；次獲鹿縣主，歸儀賓張汝靖；

　　次義寧縣主，歸儀賓張孟儒；二幼。孫男六：俊栅、俊、俊𦰳、俊㯜，餘幼。孫女二，幼。嗣王將以嘉靖十五年閏十二月初九日葬王於城

　　東呂坂里新營，先期使人持蒲人劉參政一正狀來三原問誌銘，理是以有述。銘曰：

　　蒲有哲王，忠孝不群。厥忠維何？盡禮事君。伊又何如？進德維命。書以顏齋，曰辰與競。厥孝維何？六歲遠識。

　　言念慈闈，哀號不食。伊又何如？爲考吮癰。豈徒湯藥，親嘗以供。聲色不邇，恭儉弗渝。朝夕孜孜，詩畫以娛。

　　見賢爲光，肖容以彰。今也則亡，乃垂令名。首陽北麓，大河西環。佳城在斯，其無後艱。

　賜進士出身中大夫光祿寺卿三原馬理拜撰